# Pteridopathes
Pteridopathes is een geslacht van neteldieren uit de klasse van de Anthozoa (bloemdieren).

## Soorten
- Pteridopathes pinnata Opresko, 2004
- Pteridopathes tanycrada Opresko, 2004